# Confederations Cup 2017
FIFA Confederations Cup 2017 var 10. udgave af Confederations Cup. Det afholdtes fra 17. juni til 2. juli 2017, som optakt til VM i fodbold 2018. Den 2. december 2010 blev det annonceret, at værten ville blive Rusland.

## Kvalificerede hold
| Hold        | Forbund  | Kvalificering                        | Dato for kvalificering | Deltagelse |
| ----------- | -------- | ------------------------------------ | ---------------------- | ---------- |
| Rusland     | UEFA     | Vært for VM 2018                     | 2. december 2010       | 1.         |
| Tyskland    | UEFA     | Vinder af VM 2014                    | 13. juli 2014          | 3.         |
| Australien  | AFC      | Vinder af AFC Asian Cup 2015         | 31. januar 2015        | 4.         |
| Chile       | CONMEBOL | Vinder af Copa América 2015          | 4. juli 2015           | 1.         |
| Mexico      | CONCACAF | Vinder af CONCACAF Gold Cup 2015     | 10. oktober 2015       | 7.         |
| New Zealand | OFC      | Vinder af OFC Nations Cup 2016       | juni 2016              | 4.         |
| Portugal    | UEFA     | Vinder af EM 2016                    | 10. juli 2016          | 1.         |
| Cameroun    | CAF      | Vinder af Africa Cup of Nations 2017 | 5. februar 2017        | 3.         |

## Værtsbyer
Fire byer fungerede som spillesteder for Confederations Cup 2017.
| Sankt Petersborg                | Moskva                      | Kazan                                    | Sotji                   |
| ------------------------------- | --------------------------- | ---------------------------------------- | ----------------------- |
| New Zenit Stadium               | Luzhniki Stadion            | Rubin Stadium                            | Fisjt olympiske stadion |
| Kapacitet: 69.500 (nyt stadium) | Kapacitet: 89.318 (udvidet) | Kapacitet: 45.015 (60.000) (nyt stadium) | Kapacitet: 47.659       |
| Luzhniki Stadion                | Luzhniki Stadion            | Luzhniki Stadion                         | Fisjt olymp. stadion    |

Alle spillesteder skal også bruges til VM i fodbold 2018.

## Resultater

### Gruppe A
| Pos | Hold        | K | V | U | T | M+ | M- | MF | P | Kvalificeret til |
| --- | ----------- | - | - | - | - | -- | -- | -- | - | ---------------- |
| 1   | Portugal    | 3 | 2 | 1 | 0 | 7  | 2  | +5 | 7 | Semifinale       |
| 2   | Mexico      | 3 | 2 | 1 | 0 | 6  | 4  | +2 | 7 | Semifinale       |
| 3   | Rusland     | 3 | 1 | 0 | 2 | 3  | 3  | 0  | 3 |                  |
| 4   | New Zealand | 3 | 0 | 0 | 3 | 1  | 8  | −7 | 0 |                  |